# Registan (pustynia)
Registan, również Rigestan (urdu Retilā-e Registān) – piaszczysta pustynia w południowym Afganistanie, w prowincjach Helmand i Kandahar, przy granicy z Pakistanem. Położona na obszarze tektonicznego zapadliska, na wschodnim krańcu Wyżyny Irańskiej. Oddzielona doliną rzeki Helmand od pustyni Daszt-e Margo. Wyniesiona od 800 do 1200 m n.p.m..

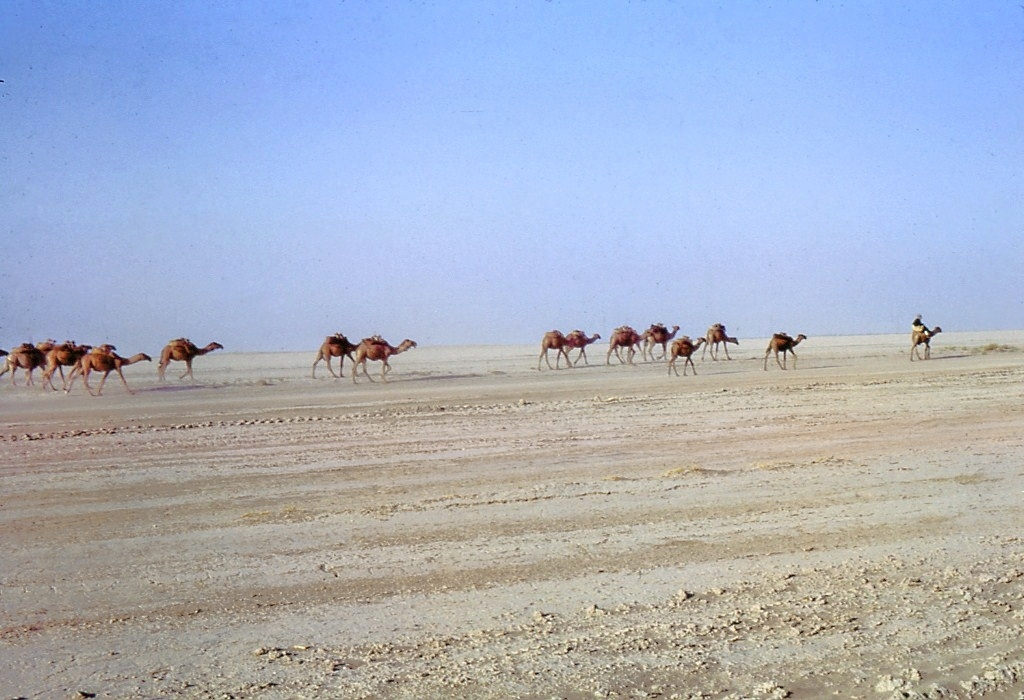
Karawana przemierzająca Registan

Pustynia głównie typu piaszczystego, lokalnie o charakterze kamienistym lub żwirowym, z wydmami sięgającymi na wysokość 30 m. Brak precyzyjnych informacji o środowiskach i florze Registanu. Pustynia zamieszkiwana jest przez nielicznych koczowników-pasterzy, głównie Beludżów i Pasztunów.

## Awifauna
Registan uznawany jest przez BirdLife International za ostoję ptaków IBA. Brak jednak aktualnych informacji o awifaunie tej pustyni, stąd jest ona praktycznie nieznana. Lista gatunków kluczowych dla uznania pustyni za ostoję („trigger species”) bazuje więc na XIX-wiecznych obserwacjach. Wśród „trigger species” znajdują się dwa narażone gatunki: kląskawka białobrewa (Saxicola macrorhynchus) i hubara saharyjska (Chlamydotis undulata) oraz 17 gatunków najmniejszej troski, m.in. stepówka rudogardła (Pterocles senegallus) i piaskowa (P. coronatus), kruk pustynny (Corvus ruficollis), skowronik rudawy (Ammomanes cinctura), skotniczka (Scotocerca inquieta), białorzytka czarnogłowa (Oenanthe albonigra) i trznadel smużkogłowy (Fringillaria striolata). Cztery hubary arabskie (C. macquenii), badane z pomocą nadajników satelitarnych w 1998, drogę z lęgowisk na zimowiska i z powrotem pokonywały zatrzymując się na dłużej m.in. na pustyni Registan.